# Asuna Tanaka
Asuna Tanaka (jap. 田中 明日菜, Tanaka Asuna; * 23. April 1988 in der Präfektur Osaka) ist eine japanische Fußballnationalspielerin.

## Karriere

### Vereine
Tanaka spielte von 2007 bis 2008 für den Tasaki Perule FC und ab 2009 bei INAC Kōbe Leonessa in der ersten japanischen Liga. Seit Juli 2013 spielte sie in der Bundesliga beim 1. FFC Frankfurt. Im Oktober 2014 bat sie aus persönlichen Gründen um Vertragsauflösung. Daraufhin kehrte sie nach Japan, zu ihren ehemaligen Verein INAC Kōbe Leonessa zurück und erhielt einen Vertrag bis zum November 2015.

### Nationalmannschaft
Tanaka absolvierte ihr erstes Länderspiel für die A-Nationalmannschaft am 4. März 2011 gegen die Auswahl Finnlands. Sie absolvierte eins von sechs Spielen für Japan während der Weltmeisterschaft 2011 in Deutschland.
Tanaka gehörte auch dem Kader der Olympia-Auswahlmannschaft 2012 an. Sie stand aber nur beim 0:0 gegen die Auswahl Südafrikas in der Vorrunde in der Startformation. In drei weiteren Spielen wurde sie eingewechselt, u. a. im mit 1:2 gegen die Auswahl der Vereinigten Staaten verlorenen Finale.
Sie wurde auch für die WM 2015 nominiert, aber nur in einem Spiel eingesetzt, im letzten Gruppenspiel gegen Ecuador, als Trainer Norio Sasaki einige Stammspielerinnen schonte. Auch ohne ihre weitere Mitwirkung erreichte Japan dann erneut das Finale, verlor dies aber gegen die USA mit 2:5.

## Erfolge
- Weltmeisterin bei der FIFA Frauen WM 2011 in Deutschland
- Vizeweltmeisterin 2015
- Silbermedaille bei den Olympischen Spielen 2012
- DFB-Pokalsiegerin: 2014